# جمعية نيوجيرسي العامة
جمعية نيوجيرسي العامة (بالإنجليزية: New Jersey General Assembly)‏ هو مجلس النواب التشريعي لولاية نيوجيرسي الأمريكية، وهو المجلس الأدنى في هيئة نيوجيرسي التشريعية.

## طالع أيضًا
- هيئة نيوجيرسي التشريعية